# Доходный дом Зеленковой
Доходный дом купчихи Е. М. Зеленковой — памятник архитектуры регионального значения. Находится на улице Гончарова, 12, в Ленинском районе города Ульяновска.

## История
Архитектор Фёдор Осипович Ливчак разработал проект этого здания в 1906 году, и это был один из первых его проектов. Заказчиками были состоятельные купцы Зеленковы, которым в Симбирске принадлежали также и другие доходные дома, например, кинотеатр «Ампир» и кинотеатр «Модерн», в зданиях которых размещались также жилые помещения и магазины.
Ливчак построил дом из кирпича трёхэтажным, в плане Т-образным. Главный фасад дома был обращён на Саратовскую улицу (ныне — улица Гончарова). Дом изначально планировался для сдачи внаём торговцам и жильцам. Для этого на первом этаже были предусмотрены помещения для магазинов, а на втором и третьем — жилые квартиры.
Наиболее интересным в архитектурно-художественном плане является главный фасад здания. Он выполнен симметричным как и внутренняя планировка дома. Первый этаж доходного дома украшен рустами, а центральный вход представлял собой портал с двумя ионическими полуколоннами. Стена первого этажа здания также является цоколем для жилых этажей. Простенки украшают ионические пилястры, соединяющие второй и третий этажи и находящиеся рядом с центральной осью симметрии дома. Ось симметрии подчёркнута на фасаде здания ризалитом, который объединяет центральный вход и высокое арочное окно. Это окно предназначалось для освещения лестницу внутри здания и на фасаде было украшено картушем с изображением герба купеческой семьи. Сам герб включал в себя фигуры двух Кадуцеев.
В период 1911—1912 годов в здании работала редакция газеты «Симбирская жизнь» и типография «Работник». После Октябрьской революции в здании в разное время располагались: медтехникум (в 1930-х годах), областная партшкола (в 1940-х годах) и редакция газеты «Ульяновская правда». Ныне в нём находятся жилые квартиры и магазины.
Бывший дом купчихи Зеленковой по Решению № 79 исполкома Ульяновского областного Совета народных депутатов от 12 февраля 1990 года и Распоряжение № 959-р Главы администрации Ульяновской области от 29 июля 1999 года был признан памятником архитектуры регионального значения.